# Liste de personnalités guillotinées pendant la Révolution française
- Haut – A
- B
- C
- D
- E
- F
- G
- H
- I
- J
- K
- L
- M
- N
- O
- P
- Q
- R
- S
- T
- U
- V
- W
- X
- Y
- Z

## A
- Louis des Acres de L’Aigle, guillotiné le 8 mars 1794
- Henri l'Admiral, domestique, guillotiné le 17 juin 1794.
- Marc René Marie de Sahuguet d'Amarzit d'Espagnac
- André Elzéard d'Arbaud (en), président à mortier du parlement d'Aix († 26 décembre 1793 - Lyon)
- Robert Jean-Jacques Arthur (1761-30 juillet 1794), exécuté à la suite de Robespierre
- Anne Claude Louise d'Arpajon, comtesse de Noailles, exécutée ainsi que son époux Philippe de Noailles le 27 juin 1794 à la barrière du Trône

## B
- Gracchus Babeuf (1760-1797), inspirateur du babouvisme, auteur de la « Conjuration des Égaux » contre le Directoire
- Karl Josef von Bachmann, officier des Gardes suisses aux Tuileries, guillotiné le 03 septembre 1792.
- Jean Sylvain Bailly (1736- 12 novembre 1793), mathématicien, astronome, écrivain et homme politique français. Il a été le premier maire de Paris
- Claude Basire, député à la Convention nationale, guillotiné le 5 avril 1794.
- Charles Jean Marie Barbaroux (1767- 25 juin 1794), Girondin
- Antoine Barnave (1761-1793), avocat, membre du Club des Feuillants
- Jeanne Bécu dite Madame du Barry (1743 - 8 décembre 1793), dernière favorite de Louis XV
- Florent-Alexandre-Melchior de La Baume (1736- 7 juillet 1794), aristocrate et homme politique
- Alexandre de Beauharnais (1760-23 juillet 1794), président de l'Assemblée constituante, vicomte de Beauharnais. Il fut également le premier mari de Joséphine de Beauharnais, future femme de Napoléon Bonaparte.
- Jacques-Aubin Gaudin de La Bérillais, officier, royaliste et médiateur pendant la guerre de Vendée, il est guillotiné le 18 avril 1793.
- Albert de Bérulle (1755 - 24 juillet 1794), Premier président au Parlement du Dauphiné de 1779 à 1789.
- Jean-Michel Beysser, général de brigade de la Révolution, guillotiné le 13 avril 1794.
- Jacques Boilleau, député de la Convention, girondin, guillotiné le 31 octobre 1793.
- Claude-François Bertrand de Boucheporn, intendant de Corse (1775 - 1785), puis Pau et Auch
- Servais Beaudouin Boulanger (1755 - 29 juillet 1794), général de brigade de la Révolution française originaire de Liège.
- Pierre Bourbotte (1763 - 17 juin 1795), Conventionnel « Crêtois »
- Charles Xavier Bourrelier de Malpas, comte de Mantry, guillotiné le 12 juillet 1794
- Pierre Joseph Boyenval, exécuté le 7 mai 1795 avec Fouquier-Tinville
- Jean-Baptiste Boyer-Fonfrède, député de la Convention, girondin, guillotiné le 31 octobre 1793.
- Jacques Pierre Brissot (1754- 31 octobre 1793), l'un des chefs de file des Girondins
- Victor de Broglie (1756- 27 juin 1794), général et homme politique
- Auguste Louis Joseph de Broglie, condamné le 15 thermidor an III / dimanche 2 août 1795 à Vannes, puis fusillé, après le débarquement royaliste raté de Quiberon, colonel de chasseurs, émigré
- Michel Georges François d'Anfernet de Burel, prêtre du diocèse de Rouen insermenté, exécuté le 8 septembre 1794 à Rouen. Unique exécution pour ce motif en Seine-Inférieure[1]

## C
- Jean-Louis Carra, journaliste et révolutionnaire, guillotiné le 31 octobre 1793.
- Jean-Baptiste Carrier (1756- 16 décembre 1794), principal responsable des massacres et noyades de Nantes de 1793 et 1794.
- Jacques Cazotte, conseiller du roi, guillotiné le 25 septembre 1792.
- Marie Joseph Chalier (1747 - 16 juillet 1793), exécuté par les fédéralistes lyonnais
- Claude-Louis Châtelet, peintre et dessinateur, guillotiné le 7 mai 1795.
- Louis Marie Florent du Châtelet (1727 - 13 décembre 1793) officier et diplomate
- François Chabot (1753-† 16 germinal an II (5 avril 1794) - Paris).
- Pierre-Gaspard Chaumette (1763 - 13 avril 1794), exécuté avec les Exagérés
- André Chénier (1762 - 25 juillet 1794), poète
- Marie Thérèse de Choiseul (1766 - 27 juillet 1794) - Paris)
- Claude Antoine Clériadus de Choiseul La Baume (1733-1794), aristocrate et général de division ;
- Jules Charles Henri de Clermont-Tonnerre
- Baron Anacharsis Cloots, guillotiné le 24 mars 1794 à Paris.
- François-Désiré Mathieu Courlet de Boulot, fils de Claude-François Courlet (conseiller au Parlement de Besançon), exécuté à Paris le 9 thermidor an II (27 juillet 1794) pour "fidélité au roi" et inhumé à Picpus[2].
- Jean-Baptiste Coffinhal (1762 - 6 août 1794), juriste et un révolutionnaire français, membre du Conseil général de la Commune de Paris et du Tribunal révolutionnaire
- Louis Collenot d'Angremont, chef du Bureau militaire des Gardes nationaux, à l’Hôtel de ville de Paris[3] († 21 août 1792 - Paris).
- Antoine Nicolas Collier, comte de La Marlière, officier et général, guillotiné le 27 novembre 1793.
- Jean-Baptiste Collignon (1734-1794), imprimeur guillotiné le 29 mars 1794.
- Charlotte Corday (1768-1793), meurtrière de Jean-Paul Marat
- Charles Auguste de La Cour de Balleroy (1721-1794), aristocrate et général de division français ;
- François Auguste de La Cour de Balleroy (1726-1794), aristocrate et général de brigade français, frère du précédent ;
- Alexandre-Nicolas Courtois, homme de lettres, journaliste et accusateur public sous la révolution. Il est guillotiné le 12 janvier 1794 à Paris.
- Pierre Coustard (1741 - 6 novembre 1793), guillotiné comme Girondin.
- Georges Couthon (1755- 28 juillet 1794) avocat, homme politique et révolutionnaire, exécuté avec Robespierre
- Anne-Emmanuel-François-Georges de Crussol d'Uzès, marquis d'Amboise et de Fors, lieutenant général des armées du roi, possesseur de fiefs en la paroisse de Fors, sénéchaussée de Niort. Député aux États généraux de 1789. Exécuté le 26 juillet 1794 - Paris.
- Adam Philippe de Custine, traduit devant le Tribunal révolutionnaire où son procès est raccourci sur les menaces de Jacques René Hébert et de Robespierre, il est condamné et guillotiné à 51 ans, le 28 août 1793.

## D
- François Dangé, policier et membre de la Commune de Paris, guillotiné le 17 juin 1794.
- Georges-Jacques Danton né le 26 octobre 1759 à Arcis-sur-Aube et mort guillotiné le 5 avril 1794 (16 germinal an II) à Paris à la suite du procès de Georges Danton et des dantonistes, est un avocat au Conseil du Roi et un homme politique français, ministre de la Justice.
- Jean-François Delacroix (1753- 5 avril 1794 à la suite du procès de Georges Danton et des dantonistes), député de la Convention, exécuté avec Danton
- Joseph Delaunay (1752 - 5 avril 1794 à la suite du procès de Georges Danton et des dantonistes)
- François-Pierre Deschamps, guillotiné le 22 août 1794.
- François Desfieux
- Camille Desmoulins (2 mars 1760 à Guise, guillotiné le 5 avril 1794 à Paris, à la suite du procès de Georges Danton et des dantonistes), est un avocat, un journaliste et un révolutionnaire français. Avec Maximilien de Robespierre, Jean-Paul Marat et Georges Danton, il est l'une des figures majeures de la Révolution française
- Lucile Desmoulins (1770 - 13 avril 1794)
- Charles Henri d'Estaing, (24 novembre 1729 - 28 avril 1794), comte d'Estaing et marquis de Saillans, aristocrate et militaire français.
- Philippe-Frédéric de Dietrich (1748 - 29 décembre 1793), savant, homme politique et franc-maçon alsacien
- Arthur Dillon (1750-1794)
- Jean-Baptiste Dubarry (1723-17 janvier 1794)
- Pierre-Ulric Dubuisson (1746- 24 mars 1794), acteur, auteur dramatique, directeur de théâtre et historien
- Jean-François Ducos (1765-1793), député de la Convention, girondin, guillotiné le 31 octobre 1793.
- René-François Dumas
- Marie-Thérèse Marinette Dupeyrat, dite Madame Bouquey, guillotinée le 20 juillet 1794 à Bordeaux.
- Marguerite-Louis-François Duport-Dutertre
- Jean Duprat
- Antoine Duranthon
- Barnabé Farmian Durosoy
- Jean-Michel Duroy (1753-1795), avocat, membre de la Convention, montagnard, guillotiné le 17 juin 1795.
- Joseph Duruey
- Jean-Jacques Duval d'Eprémesnil (1745, 22 avril 1794), magistrat et pamphlétaire

## E
- Fabre d'Églantine (1750 - 5 avril 1794 à la suite du procès de Georges Danton et des dantonistes), acteur, dramaturge, poète et homme politique français. Exécuté avec Danton.
- Charles Henri, comte d'Estaing, né au château de Ravel (Puy-de-Dôme) le 24 novembre 1729 et mort guillotiné à Paris le 28 avril 1794, marquis de Saillans, vice-amiral de France, lieutenant général des armées du Roi.

## F
- André Fardeau, prêtre et vicaire catholique, guillotiné le 24 août 1794 à Angers.
- Claude François Fauchet, évêque constitutionnel français, guillotiné le 31 octobre 1793.
- Jean Fauvety
- Jean-Baptiste Fleuriot-Lescot, architecte et sculpteur belge, guillotiné le 28 juillet 1794.
- Rosalie Filleul, peintre et pastelliste française, concierge du château de la Muette, guillotinée le 24 juillet 1794.
- Antoine Fouquier-Tinville, accusateur public du Tribunal révolutionnaire.
- Élisabeth de France (1764-1794), sœur du roi Louis XVI.
- Emmanuel Fréteau de Pény (1745- 15 juin 1794 (27 prairial an II)), seigneur de Vaux-le-Pénil et de Saint-Liesne, conseiller de grand-chambre au parlement de Paris, député aux États généraux de 1789.
- Junius Frey, alchimiste, écrivain et poète, bohémien naturalisé français, guillotiné le 05 avril 1794.
- Nicolas André Marie Froidure

## G
- Charles Alexis Brûlart de Genlis (1737-1793), dit marquis de Sillery, député de la noblesse aux Etats généraux, député de la Convention, guillotiné le 31 octobre 1793.
- Armand Gensonné (1758 - 31 octobre 1793), député de la Gironde à la Convention nationale
- Pierre Gilbert de Voisins (1749-1793), marquis de Villennes, baron de Pressigny président à mortier au parlement de Paris, greffier en chef du Parlement, guillotiné le 17 novembre 1793.
- Jean-Marie Girey-Dupré, journaliste guillotiné le 21 novembre 1793.
- Jean-Baptiste Gobel
- Louis Valentin Goëzman de Thurn
- Olympe de Gouges (1748 - 3 novembre 1793), femme de lettres française, devenue femme politique. Elle est considérée comme une des pionnières du féminisme français. Auteur de la Déclaration des droits de la femme et de la citoyenne, elle a laissé de nombreux écrits en faveur des droits civils et politiques des femmes et de l’abolition de l'esclavage des Noirs.
- Armand-Louis de Gontaut Biron, duc de Lauzun, exécuté le 31 décembre 1793.
- Antoine-Joseph Gorsas, journaliste et homme politique français guillotiné le 07 octobre 1793.
- Louis Marthe de Gouy d'Arsy (1753-1794), député de la noblesse pour Saint-Domingue.
- Élie Guadet, député girondin
- Andrés María de Guzmán (1753-1794), comte de Guzmán, révolutionnaire français de naissance espagnole.

## H
- François Hanriot (1759-1794), général de division de la Révolution française.
- Jacques-René Hébert (1757 - 24 mars 1794), journaliste français, pamphlétaire très populaire, membre du club des Cordeliers, il a été un des grands animateurs de la Révolution française par son journal, Le Père Duchesne
- Marie Marguerite Françoise Hébert (1756 - 13 avril 1794), épouse de Hébert, exécutée avec Lucile Desmoulins
- Abbé Pierre Hébert
- Marie-Jean Hérault de Séchelles (1759 - 5 avril 1794 à la suite du procès de Georges Danton et des dantonistes), Conventionnel, exécuté avec les Dantonistes
- Martial Herman (1759 - 7 mai 1795), exécuté à la fin du procès du tribunal révolutionnaire avec Fouquier-Tinville
- Jean Nicolas Houchard

## J
- Théodore Jauge
- Constance de Jésus, née Marie Geneviève Meunier, est une religieuse, sœur chez les carmélites de Compiègne. Elle fut guillotinée avec les autres sœurs le 17 juillet 1794. Elle est béatifiée avec les autres sœurs en 1906 par Pie X.
- Mathieu Jouve Jourdan
- Antoine Jullien

## K
- Armand de Kersaint (1742-1793) officier de marine, écrivain et conventionnel.
- Jean Conrad de Kock

## L
- Clément de Laage
- Jean-Joseph de Laborde (1724-1794), négociant et banquier français.
- Jacques Lacaze (1752-1793), négociant, député de la Convention, girondin, guillotiné le 31 octobre 1793.
- Jean-Antoine Lafargue de Grangeneuve (1751-1793), avocat puis député, guillotiné le 21 décembre 1793 à Bordeaux.
- Chrétien Guillaume de Lamoignon de Malesherbes
- Jean-Michel Langevin, prêtre catholique, guillotiné le 30 octobre 1793 à Angers.
- Marie Joseph Emmanuel Lanne
- Arnaud de La Porte
- Louis Alexandre de La Rochefoucauld d'Enville (1743-1792), massacré à Gisors (Eure) le 4 septembre 1792
- Anne Alexandrine Rosalie de La Rochefoucauld-Doudeauville, comtesse de La Rochefoucauld-Durtal (13 août 1753 - exécutée à Paris le 8 mars 1794, 18 ventôse an II))
- Marc David Lasource (1763 - 31 octobre 1793), député Girondin du Tarn à la Convention nationale.
- Louis Barreau de La Touche
- Michel de Laumur (1730-1794), général de brigade sous la Révolution, guillotiné le 24 mars 1794.
- Marie-Louise de Laval-Montmorency, abbesse de Montmartre guillotinée le 24 juillet 1794.
- Jean-Baptiste de Lavalette, comte de La Valette, guillotiné à Paris le 28 juillet 1794.
- Antoine Lavoisier
- Joseph Le Bon
- Pierre Henri Hélène Lebrun-Tondu, naturalisé Liégeois, ministre, guillotiné le 28 décembre 1793.
- Isaac Le Chapelier, guillotiné le 22 avril 1794 à Paris
- Jean-Baptiste Lego, prêtre catholique, guillotiné le 01 janvier 1794 à Angers.
- René Lego, prêtre catholique, guillotiné avec son frère (ci-dessus) le 01 janvier 1794 à Angers.
- Pierre Lehardy
- Pierre-Nicolas-Louis Leroy
- Benoît Lesterpt-Beauvais (1750-1793), avocat, député de la Convention, girondin, guillotiné le 31 octobre 1793.
- Simon-Nicolas-Henri Linguet
- Louis XVI de France
- Louis-Marie-Athanase de Loménie
- Rosalie Lubomirska (1768 - 30 juin 1794), princesse polonaise, proche des Girondins.
- Nicolas Luckner, maréchal de France, guillotiné le 04 janvier 1794 à Paris.

## M
- Augustin-Joseph de Mailly (5 avril 1708 à Villaines-sous-Lucé – Exécuté le 25 mars 1794 à Arras, Pas-de-Calais)
- Charlotte de Manneville (° 1731 - Rouen), dame de Beuzeville-la-Guérard, marquise de Colbert-Maulévrier, exécutée le 8 thermidor an II (26 juillet 1794) à la barrière du Trône (Paris)[4], inhumée au cimetière de Picpus, Paris XIIe.
- Pierre Louis Manuel (1751 - 14 novembre 1793), député de la Convention
- Louis Henri François de Marcé, général de division de la Révolution, guillotiné le 29 janvier 1794.
- Marie-Antoinette, reine de France
- Jean-Baptiste Marino, membre de la Commune de Paris, administrateur de police, guillotiné le 19 juin 1794.
- Joseph de Miaczynski, maréchal de camp, guillotiné le 22 mai 1793.
- Richard Mique, architecte
- Thérèse de Moëlien
- Édouard François Mathieu Molé
- Florent Alexandre Melchior de La Baume, comte de Montrevel
- Antoine-François Momoro (1755-1794), imprimeur et homme politique, on lui attribue la paternité de la devise de la République française, « Liberté, Égalité, Fraternité »
- Pierre-Louis Moreau-Desproux, architecte

## N
- Philippe de Noailles, guillotiné ainsi que son épouse le 27 juin 1794 à la barrière du Trône.

## O
- Jacques O'Moran, général irlandais, guillotiné le 06 mars 1794.
- Louis Philippe d’Orléans, dit Philippe Égalité, cousin de Louis XVI.
- Charles-Nicolas Osselin, député de la Convention, guillotiné le 26 juin 1794.

## P
- Pierre-Germain Parisau, acteur, auteur et journaliste, guillotiné le 09 juillet 1794.
- Claude François de Payan (1766-1794).
- Jacob Pereira (1743-1794), jacobin, guillotiné le 24 mars 1794.
- Claude Romain Lauze de Perret, député de la Convention, girondin, guillotiné le 31 octobre 1793.
- Pierre Philippeaux
- Armand François Louis Piet de Beaurepaire (1754-(2 juillet 1794), lieutenant de milice, volontaire au bataillon de la Bourse, Inhumé au Cimetière de Picpus
- Noël Pinot, prêtre catholique, guillotiné le 21 février 1794 à Angers.
- Jean-Louis Prieur, peintre et dessinateur français, guillotiné le 7 mai 1795.

## Q
- Pierre Quétineau

## R
- Léopold Renaudin

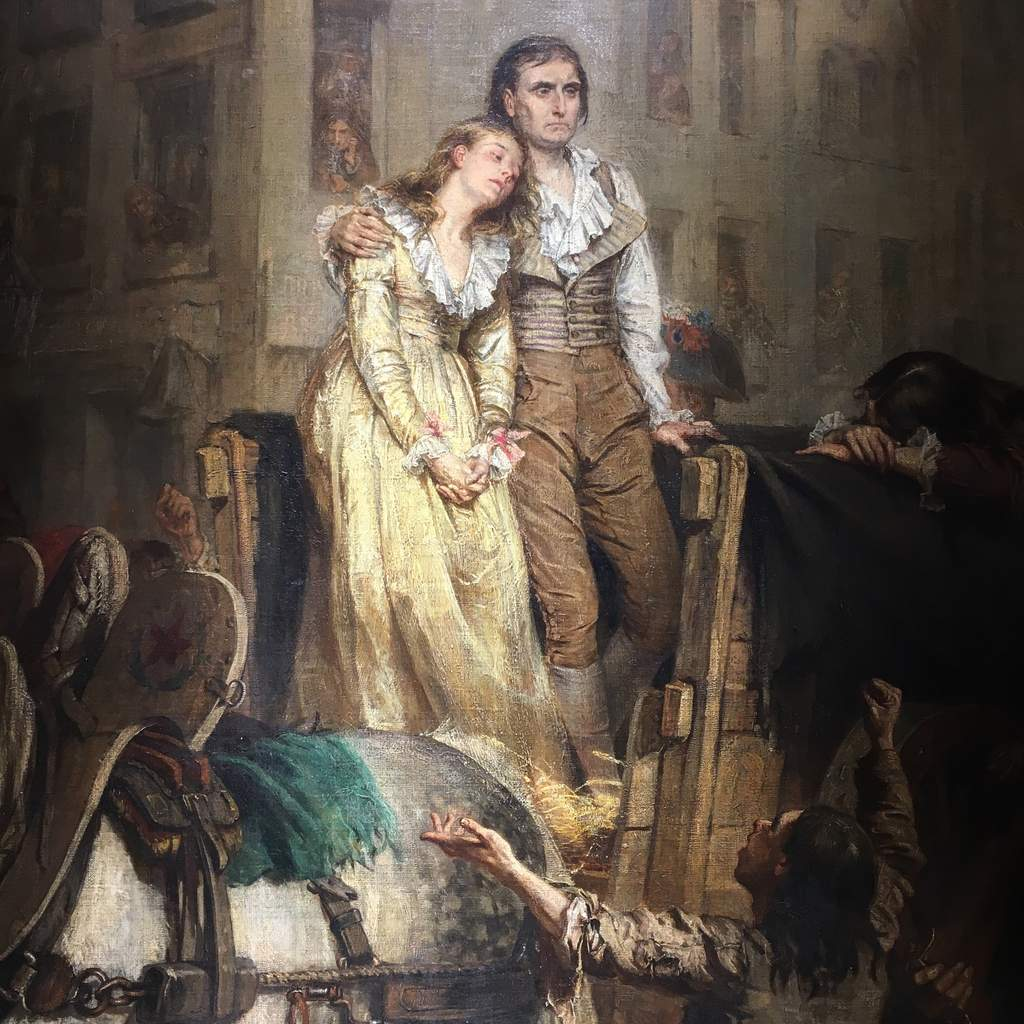
Madame Roland conduite à l'échafaud, Laslett John Pott, 1874. Musée de la Révolution française.

- Guillaume Repin, doyen des martyrs d'Angers, guillotiné le 02 janvier 1794 à Angers, à l'âge de 84 ans.
- Charlotte de la Résurrection (1715-1794), doyenne des Carmélites de Compiègne, guillotinée avec les autres sœurs le 17 juillet 1794. Elle est béatifiée en 1906 par Pie X.
- Augustin de Robespierre (né à Arras le 21 janvier 1763 et mort guillotiné à Paris le 28 juillet 1794), avocat et député de Paris à la Convention nationale en compagnie de son frère aîné Maximilien
- Maximilien de Robespierre (6 mai 1758 à Arras et mort guillotiné le 28 juillet 1794 à Paris, place de la Révolution). Il est l'une des principales figures de la Révolution française.
- Manon Roland
- Charles-Philippe Ronsin (1751- 24 mars 1794), général de division de la Révolution française.
- Jean-Antoine Roucher (1745 - 25 juillet 1794), poète
- Charles-François de Rouvroy de Saint Simon
- Philippe François Rouxel de Blanchelande

## S
- Thérèse de Saint-Augustin, née Marie Madeleine Claudine Lidoine, est la mère supérieure des Carmélites de Compiègne. Elle fut guillotinée le 17 juillet 1794 et béatifiée en 1906 par le pape Pie X.
- Louis Antoine de Saint-Just (né le 25 août 1767 à Decize (Nivernais) et mort guillotiné le 10 thermidor an II (28 juillet 1794) à Paris), est un homme politique français de la Révolution française. Le plus jeune des élus à la Convention nationale, Saint-Just était membre du groupe des Montagnards. Soutien indéfectible de Robespierre, il est emporté dans sa chute, le 9 thermidor
- Charlotte-Rose-Émilie de Sainte-Amaranthe (1773-1794), salonnière française.
- Jeanne-Louise-Françoise de Sainte-Amaranthe (1751-1794), salonnière
- Frédéric III de Salm-Kyrbourg (1745-1794), prince souverain de Salm-Kyrbourg, guillotiné le 23 juillet 1794.
- Charles de Sartine (1760-1794), maître des requêtes français
- Gabriel-Toussaint Scellier (1756 - 7 mai 1795) juge au Tribunal révolutionnaire, exécuté avec Fouquier-Tinville
- Antoine Simon (1736-1794), maître cordonnier, geôlier de Louis XVII, guillotiné le 28 juillet 1794.
- Philibert Simond (1755 - 13 avril 1794)
- Pierre-Amable de Soubrany
- Prosper Soulès

## T
- César Marie de Talaru
- Jean-Antoine Teissier, baron de Marguerites, exécuté le 25 mai 1794.
- Antoine Terray, vicomte de Rozières, guillotiné le 28 avril 1794 avec son épouse, Marie-Nicole Perreney de Grosbois.
- Pierre Henri Hélène Lebrun-Tondu
- Pierre-Adrien Toulorge, chanoine prémontré, guillotiné le 13 octobre 1793 à Coutances.
- Gabriel-Toussaint Scellier

## V
- René Vallée, prêtre catholique et maire de Pithienville, guillotiné le 12 mai 1794 à Evreux.
- Jean Valz
- Pierre-Vincent Varin de La Brunelière (1742 - 20 juin 1794)
- Rosalie du Verdier de La Sorinière, religieuse bénédictine, guillotinée le 27 janvier 1794 à Angers.
- Pierre François Xavier Chaillet de Verges (1763 - 02 juillet 1794), général de brigade de la révolution.
- Pierre Victurnien Vergniaud (1753 - 31 octobre 1793), avocat Girondin, président à plusieurs reprises de l'Assemblée législative et de la Convention nationale
- Louis-François-Sébastien Viger (1755 - 31 octobre 1793), exécuté avec les chefs Girondins
- Joachim Vitale (1767 - 7 mai 1795), agent du Comité de salut public et juré du Tribunal révolutionnaire
- François-Nicolas Vincent (1767- 24 mars 1794), exécuté avec les autres chefs Exagérés
- Charles François de Virot de Sombreuil (1723- 17 juin 1794), lieutenant-général de la Révolution française
- Stanislas Virot de Sombreuil (1768 - 1794), fils du précédent

## W
- François-Joseph Westermann (1751- 5 avril 1794),  général de brigade de la Révolution française